# Samuel Cooper (general)
Samuel Cooper (12 de junio de 1798-3 de diciembre de 1876) fue un general norteamericano que sirvió durante la segunda guerra semínola y la Guerra México-Americana. Aunque poco conocido actualmente, Cooper fue además el general confederado de más alto rango durante la guerra de Secesión. Tras el conflicto, permaneció en Virginia trabajando como granjero.

## Primeros años y carrera militar
Samuel Cooper nació en New Hackensack, condado de Dutchess, Nueva York. Era hijo de Samuel Cooper y Mary Horton. En 1813 ingresó en la Academia Militar de los Estados Unidos a la edad de 15 años y se graduó como 36.º de una promoción de 40 personas dos años más tarde (duración habitual de estos estudios en aquella época). Fue nombrado teniente segundo honorario de la Artillería ligera de los EE. UU. el 11 de diciembre de 1815. En 1821 fue ascendido a teniente primero y en 1836 a capitán.
En 1827, Cooper contrajo matrimonio con Sarah Maria Mason, convirtiéndose en cuñado del futuro diplomático confederado James M. Mason y más tarde en suegro del general unionista Frank Wheaton. La hermana de Sarah, Ann Maria Mason, era la madre del general de caballería confederado Fitzhugh Lee, sobrino de Robert E. Lee, mientras que su hermano John Mason era yerno del general Alexander Macomb. Cooper sirvió como ayudante de campo del general Macomb entre 1828 y 1836 y bajo su supervisión publicó el manual titulado A Concise System of Instructions and Regulations for the Militia and Volunteers of the United States.

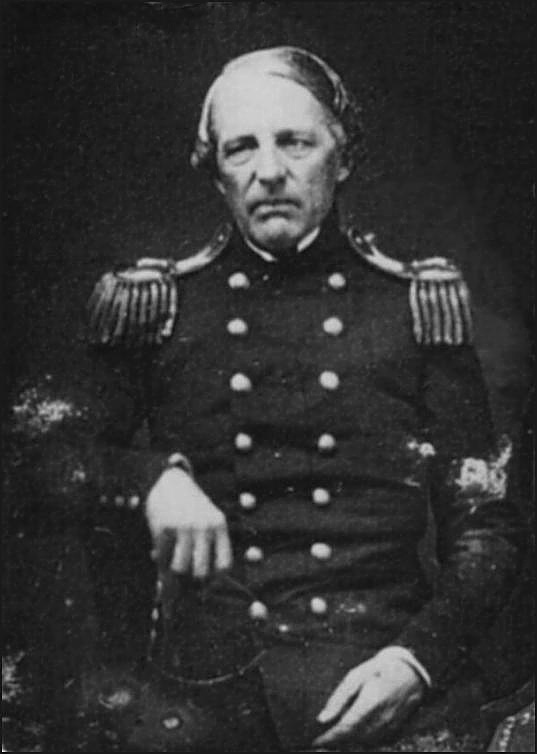
Cooper como militar del Ejército de los EE. UU.

Cooper sirvió en numerosas unidades de artillería hasta 1837, cuando fue nombrado funcionario jefe del Departamento de Guerra. En 1838 recibió una promoción honoraria al rango de mayor y fue nombrado general asistente adjunto del Ejército. Nueve años más tarde, con el grado honorario de teniente coronel, sirvió en el mismo empleo.
El servicio de Cooper en la segunda guerra semínola de 1841-1842 supuso para él una poco habitual salida de Washington D. C. Ejerció como jefe de Estado Mayor del coronel William J. Worth, y tras el cese de las hostilidades regresó a sus responsabilidades burocráticas en Washington entre 1842 y 1845. El 30 de mayo de 1848, Cooper logró la promoción honoraria al rango de coronel, por sus servicios desde el Departamento de Guerra a la Guerra México-Americana, y fue ascendido al rango permanente de coronel del Ejército Regular y nombrado general asistente del Ejército el 15 de julio de 1852. Cooper sirvió asimismo muy brevemente como secretario de Guerra de los EE. UU. en funciones en 1857.
Cooper era además propietario de esclavos. En el momento en que se elaboró el censo de 1850, poseía seis esclavos.

## Guerra de Secesión
Al comienzo de la guerra de Secesión, las lealtades personales de Cooper estaban con el Sur. La familia de su mujer era de Virginia, y él mantenía una estrecha amistad con Jefferson Davis, que también había sido secretario de Guerra. Una de sus últimas actuaciones oficiales como general asistente del Ejército de los EE. UU. fue firmar una orden de despido del general de brigada David E. Twiggs. Twiggs había rendido a la Confederación las tropas y suministros bajo su mando en Texas (y poco después fue nombrado mayor general del Ejército de la Confederación). Esta orden fue fechada el 1 de marzo de 1861 y Cooper dimitió seis días después. Viajó hasta Montgomery (Alabama), en ese momento capital de la Confederación, para unirse al ejército confederado.
Al llegar a Montgomery, fue comisionado como general de brigada el 16 de marzo de 1861. Sirvió tanto como general asistente como inspector general del Ejército confederado, puesto que desempeñó hasta el final de la guerra. Cooper proporcionó una organización y conocimientos muy necesarios para el novato Departamento de Guerra confederado, aprovechando sus años de desempeño de esas labores como general asistente del Ejército de los EE. UU.
El 16 de mayo de 1861 fue ascendido al empleo de general del Ejército Confederado. Fue uno de los cinco hombres ascendidos en aquel momento, y uno de los únicos siete durante la guerra, pero con la mayor antigüedad de todos. Por ello, pese a su relativo desconocimiento actual, superó en rango a personalidades tan conocidas como Albert Sidney Johnston, Robert E. Lee, Joseph E. Johnston y P. G. T. Beauregard. Cooper informaba directamente al presidente confederado Jefferson Davis. Al finalizar la guerra en 1865, Cooper se rindió y fue puesto en libertad condicional el 3 de mayo en Charlotte.
Al construir defensas en las inmediaciones de Washington D. C., las fuerzas de la Unión demolieron su casa y usaron sus restos para construir un fuerte apodado "Colina del Traidor" en alusión a Cooper.

## Vida de posguerra
La última actuación oficial de Cooper como general fue preservar los archivos oficiales del Ejército Confederado y entregarlos intactos al gobierno de los EE. UU., donde forman parte de los Archivos Oficiales de la guerra civil americana, titulados "The War of the Rebellion: a Compilation of the Official Records of the Union and Confederate Armies", que comenzaron a publicarse en 1880. Los historiadores militares han guardado una alta consideración hacia Cooper por esta acción. El historiador Ezra J. Warner afirmó que al hacer eso Cooper "de este modo realizó una contribución inestimable a la historia de la época."
Tras la guerra, Cooper trabajó como granjero en su casa de Cameron, cerca de Alexandria, Virginia. Su domicilio había sido ocupado por el gobierno de los EE. UU. durante la guerra y convertido en un fuerte militar, pero fue capaz de mudarse a la que había sido casa de un capataz. Debido a su edad, Cooper disfrutaba de un pobre nivel de vida. El 4 de agosto de 1870, Robert E. Lee, en nombre de otros antiguos militares confederados, envió a Cooper 300 dólares. Lee le escribió lo siguiente: "A esta suma solo he sido capaz de añadir 100 dólares, pero espero que pueda permitirle suplir algunas necesidades básicas y evitar que se agoten mucho sus fuerzas." Samuel Cooper falleció en su casa en 1876, y está enterrado en el cementerio de la Iglesia de Cristo de Alexandria.